# Чешка статистическа служба
Чешката статистическа служба (на чешки: Český statistický úřad, ČSÚ) е държавна статистическа организация, подчинена на правителството в Чехия.
Тя е създадена през 1969 година. Седалището ѝ се намира в град Прага.